# 尚中和王
尚中和（1455年—1470年），又稱浦添王子，是琉球國第一尚氏王朝的第八代国王，也是末代国王，1469年至1470年在位。尚中和是第七代國王尚德王次子。《朝鲜王朝实录》记载，朝鲜王朝人肖得诚等八人，在1462年漂流到琉球国，后来乘船抵达冲绳本岛，得到尚德王的召见。肖得诚描述尚德的四个儿子时说：“国王有子四人，长子年十五许，余皆幼。”尚中和就是尚德的三个幼子之一。
1469年，尚德王去世，尚中和继承王位，因为年少，暂时没有起汉名。由于未被册封，尚中和即位后依然以其父尚德王的名义活动。琉球保留的外交文书档案《历代宝案》（四一-一七）中有“成化六年（1470年）四月一日尚德王咨”，内容为派遣博多商人新右卫门尉平义重为使者，感谢朝鲜王朝在成化三年（1467年）赐予琉球国财物。琉球国王的使者、日本禅僧自端西堂等人从尚中和处接到了向朝鲜回礼的任务。自端西堂提到了尚中和王和他幸存的两个弟弟的情况：“今王名中和，时未号，年十六岁，娶宗姓丹峰殿主女主。弟名于思，年十三岁；次弟名截渓，年十岁。”然而，自端西堂在成化七年（1471年）十一月抵达朝鲜后，第一尚氏王朝已被第二尚氏王朝取代。
《中山世鉴》没有提及尚中和继承王位之事，只说他是世子，在父亲死后逃跑避难，但被追兵发现并杀死，埋尸岩下。《中山世鉴》说尚中和死时不满十岁，与他的实际年龄不符。尚中和为何被尚圆王取代的具体过程如今已不得而知。